# Mastophora reimoseri
Mastophora reimoseri là một loài nhện trong họ Araneidae.
Loài này thuộc chi Mastophora. Mastophora reimoseri được Herbert Walter Levi miêu tả năm 2003.